# (18948) Hinkle
Pour les articles homonymes, voir Hinkle.
(18948) Hinkle est un astéroïde de la ceinture principale d'astéroïdes.

## Description
(18948) Hinkle est un astéroïde de la ceinture principale d'astéroïdes. Il fut découvert le 24 août 2000 à Socorro (Nouveau-Mexique) par le projet LINEAR. Il présente une orbite caractérisée par un demi-grand axe de 2,64 UA, une excentricité de 0,12 et une inclinaison de 1,8° par rapport à l'écliptique.

## Compléments